# نوساوند
نوساوند (به انگلیسی: Nosound) (به معنی بی‌صدا) گروه راک پراگرسیو ایتالیایی است که با ایده گیانکارلو اِرا آغاز شد. این گروه در سبک‌های پراگرسیو راک، پست-راک و موسیقی امبینت شناخته شده است.
تمام آهنگ‌های آغازین توسط اِرا نوشته، نواخته، تولید و منتشر می‌شد. با گذشت زمان و شهرت بیشتر آهنگ‌ها درخواست برای اجراهای زنده زیاد شد. سپس گیانکارلو اِرا گروهی از موسیقی دانان با استعداد را که می‌توانستند تمام وقت عضو گروه شوند را آورد.
این گروه راک تأثیر پذیرفته از هنرمندانی چون برایان اینو، آروو پارت، پینک فلوید، نومن، جنسیس و پورکیوپاین تری است.